# 柴世荣
柴世荣（1894年1月28日—约1944年），原名柴兆升，是莱州府胶县魏家庄人（今青岛市胶州市魏家庄村），革命烈士。幼年时层随父母逃难到和龙县，随后曾前往朝鲜作为苦工修建铁路，回国后担任了当地的警察。
九一八事变发生后，柴世荣便踏入了抗日的道路。先后加入过中国国民救国军、绥宁反日同盟军，最终成为中国共产党党员，加入了东北抗日联军，并任第五军副军长、军长。在此过程中，柴世荣时刻坚决抗战，身先士卒，作战勇猛，有“常胜将军”之称；他转战南满洲和北满洲，数次与日本军和满洲国军爆发战斗，并建立多处游击区和根据地。1938年后，柴世荣由于战事胁迫或上级命令，曾多次在苏联和东北战场间移动，后被任命为东北抗日联军教导旅第四步兵营营长，授予大尉军衔。在1943年秋到1944年间，柴世荣去世，对于其死亡原因各方众说纷纭。
1953年3月6日，中央人民政府主席毛泽东为柴世荣的家属签发了“革命牺牲军人家属光荣纪念证”。2015年8月24日，中华人民共和国民政部于公布第二批600名著名抗日英烈和英雄群体名录，其中包括柴世荣。

## 生平

### 早年经历

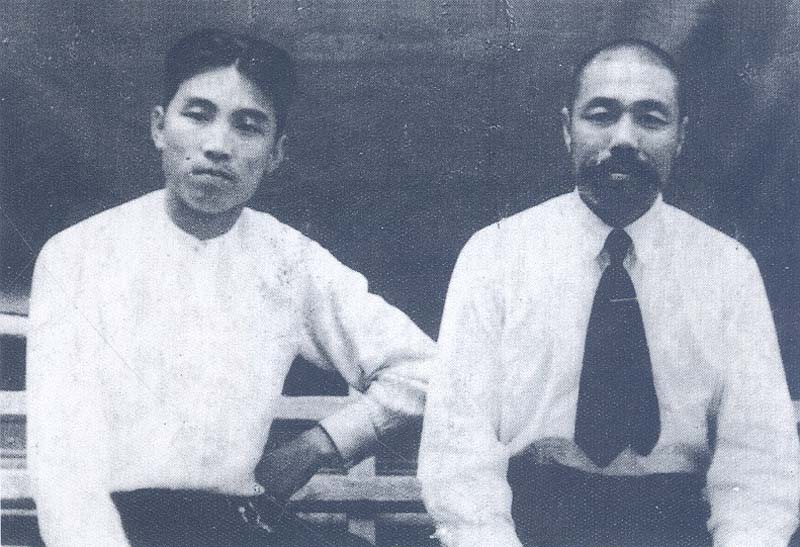
柴世荣（右）与金日成（左）

1894年，柴世荣出生于莱州府胶县魏家庄，5岁时便随父母逃荒至吉林省和龙县六道沟（后也名柴半沟），12岁时便开始打猎，因而练就枪法；18岁时父亲病故，于是辍学养家，且在1914年筑起五间土坯房，与柳素清结婚，曾有三个女儿均病死。1924年，柴世荣作为苦工前往朝鲜修建铁路，1928年返回后在次年因偶然做了和龙县公安第三分局的一名巡警，驻在延吉县二道沟（今和龙市西城镇），后提升为巡官。曾在龙井村只身打死一只豹子，为民除害，因而成为和龙县的英雄。
有说法称在此期间，柴世荣与金日成相识；且在1931年初，金日成密见柴世荣，请求他设法救出入狱的7名朝鲜族战友；柴世荣最终办成，但被迫流亡日本，随后秘密潜回吉林。亦有文献称此事由刘少奇领导的中共北满地下党组织发起。而诸多资料并未提及此事，且表示柴世荣发起抗日武装时是联合了警局的巡警；尤其是金日成本人的回忆录也未提及，并称自己是1933年才与柴世荣相识。

### 国民救国军时期
1931年九一八事变爆发后，柴世荣带领全家妻子和三个孩子，于1931年12月18日在西城镇古洞河发起抗日武装，很快扩张到3000余人。1932年2月8日，王德林成立中国国民救国军，柴国荣前往加入，并任第四旅旅长。第四旅主要活动在和龙、汪清、敦化、珲春、延吉、宁安、东宁、安图、额穆等地；他指挥了三岔口战斗、绥芬大甸子战斗、东京城战斗和大荒沟战斗等；1932年2月进攻敦化县城时，柴世荣任督战司令，亲自率队攻占东门，接着又占下额穆和蛟河县两城。1932年4月6日柴世荣率领部分救国军，联合和龙县各地的大刀会、土山子煤矿工人、保安队、公安局共七百余人，突然袭击二道沟日本警察分署。
1933年1月，王德林的救国军遭到包围，退入苏联，救国军总指挥吴义成陷入动摇，周保中竭力主张继续抗日，而柴世荣通过联合姚振山司令，共同影响吴义成，才终于说服。救国军重组后，柴世荣为第四路军司令、第十四混成旅团长，继续在宁安、敦化、额穆、安图、蛟河、汪清等县战斗，期间周保中和胡泽民尽力说服柴世荣加入“反日联合战线”。2月，朝鲜独立军与柴世荣部队联合，称“中朝抗日联合军”；2月15日在镜泊湖南口消灭一股日满军的骑兵。3月14日，柴世荣在宁安县南新官地缴获步枪、子弹等军需物资；4月5日又通过埋伏击败一支百余人的满警备队，自身无一人伤亡。这段时间内，由于“金明山事件”、李光别动队谋杀事件和李青天的影响下，柴世荣产生了一定的反共情绪，并且对朝鲜游击队提倡的“统一战线”方针持怀疑态度。1933年9月6日，柴世荣任总指挥，率东满游击队史忠恒部，配合当地义勇军共3000余人，进攻东宁县城，击杀日满军200余人。东宁县城一役后，柴世荣才终于打消了之前的疑虑，选择与东北人民革命军团结抗战。

### 反日同盟军时期
1934年初，救国军内部因是否继续抗日而分化，柴世荣便率领其所属的一个旅参加了由中国共产党党员周保中等创立的绥宁反日同盟军，并被被推选为同盟军军事委员会委员；由于其积极响应，也带动了傅显明、王汝起、王毓锋等人的加入。4月7日，柴世荣在八道河子伏击日军守备队及满警察队，击杀87人。同年夏，周保中邀请了汪清地区的儿童演艺团来到柴世荣驻扎的马厂村，柴世荣观看后十分感动，并且送了许多礼物。5月，间岛地区的柴世荣、孔宪永与朝鲜人民革命军联合，称作“东北华韩人民革命军（东北中朝人民革命军）”。6月，同盟军分三路活动，柴世荣率部随周保中前往东满汪清地区，与东北人民革命军配合作战；1934年6月28日，柴世荣率队与史忠恒部、李三侠部及东北人民革命军二军独立师、四团一部共1500多人联合进攻罗子沟，经过数日的战斗最终将其攻占，杀俘敌军300余人。同年7月9日，吴义成联合第五军柴世荣部及人民革命军第二军一部，共350余人，在老黑山与靖安军爆发战斗，缴获迫击炮、机枪等大批军需物资。1934年冬，柴世荣在周保中的推荐下加入中国共产党。1934年冬到1935年春期间，日军对东满地区进行大讨伐，从军事、思想、经济方面共同入手；柴世荣在此期间不断通过游击战与日军战斗。

### 加入东北抗日联军

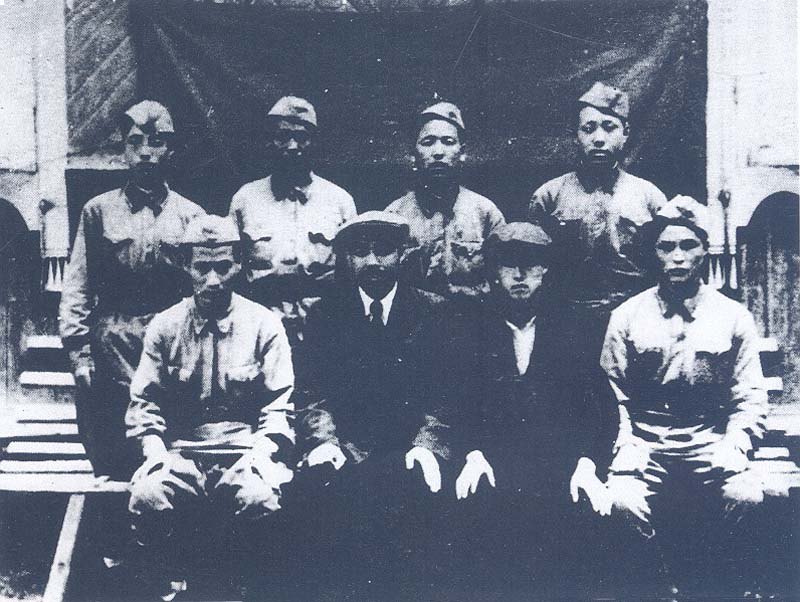
柴世荣（前左二）与季青（前右二）等指战员的合影

1934年12月，中共吉东特委、宁安县委和绥宁反日同盟军党委共同决定，将绥宁反日同盟军改组为东北反日联合军第五军；1935年2月初，以柴世荣、傅显明的队伍为骨干正式成立了第五军第二师，柴世荣任师长，并前往宁安，最后又任命其柴世荣为第五军副军长。抵达宁安后，柴世荣率队袭击了马厂村的满洲国国道局建筑。5月，率二师袭击石头河子车站的日本守备队。6月，又在三道河子歼灭满军一个连，获得大量武器、物资。7月，由第五军党委决定，柴世荣构成西部派遣队200多人，前往穆额县；随后又分开活动，分别活跃在黄泥河镇到敦化县城、宁安县到穆额县之间；7—8月间，率队在黑石镇、沙河、靠山屯等地多次与敌军交战；并建设、发展起第五军的根据地和游击区，最终游击区扩展到北达镜泊湖、西至老爷岭、南到敦化、东抵老松岭的范围。11月，柴世荣率第五军派遣队在青沟子作战中，由第一师师长李荆璞领导部队发出“中国人不打中国人”的喊话，促使满军停止抵抗，并将30余人的日军小队歼灭。1936年1月7日，与二军西部派遣队攻占额穆县黑石镇和沙河沿镇；9日，攻下索镇。
1936年1月20日，五军党委特别会议决定五军一师、二师先后向道北转移，柴世荣负责掩护，随后也前往道北，统一指挥一师、二师，并负责建立根据地。1936年2月，东北反日联合军第五军改编为东北抗日联军第五军，周保中任军长，柴世荣任副军长。当月，柴世荣率领第五军教导队和第二军部分部队共300佘人，在宁安县许家大屯伏击日满军，缴获运粮队的全部粮食和马匹，并活捉了警察队队长；4月，率领军部教导队破坏卧龙屯集团，袭击了当地的满警察署和自卫团；联合王效明教导队使马莲河自卫队缴械；5月27日，柴世荣和王效明率第五军留守部队，配合第二军二师的陈翰章部队，于宁安烟筒沟伏击满森林警察队，致其一死一伤，并俘虏31人，缴获大量武器，战后向林口县转移。8月13日，指挥五军一师和军部第二教导队，先控制了牡丹江岸的渡口，在四道河子同敌军展开激战后获胜，杀伤160余人，俘虏25人，缴获大量武器和物资，为林口有抗日活动以来消灭日军最多的一次战斗。战后，柴世荣在吉林东部的三道通地区建立临时游击根据地，组织当地群众成立“反日会”，建立了一些密营以及医院、裁缝所、修械所等后勤机构。军部则主要活跃在依兰、勃利、方正地区。12月19日，周保中抵达四道河子密营时，就曾表扬柴世荣有“战略远见”。
1937年1月，柴世荣根据五军军部情报，得知驻后刁翎地区的日本守备队和满军欲向林口转移，于是在27日指挥五军二师杨绍成下五团、军部警卫营、教导队和妇女团共800多人在大盘道（今五常市境内）设下埋伏；28日午间起战斗持续了近四小时，将敌军全数歼灭，击杀332人，俘虏28人，缴获全部武器和辎重。紧接着在2月2日，调五军四团和五团的六、七两个连及军部警卫营及青年义勇军，在徐家屯密营集结，进攻前刁翎，以伤亡几十人的代价，击杀日军20人，俘虏满军440余人，获得了大批军用物资；随后又将满军俘虏释放。在宁安县与金日成一同破坏铁路，大破敌军，缴获大批军用物资（？）。
1937年3月10日，柴世荣在四道河子参加了中共吉东省委成立大会并接受指示，周保中负责该地区抗日联军的内部纠纷，五军的领导由柴世荣全权负责，军部和一师以牡丹江中下游两岸为根据地，配合二军一部由中东铁路向宁安转移；二师四、五团在依兰、桦川、富锦、牡丹江地区的活动，与四、七军联系，在依东、富锦、宝清地区建立根据地。1934年4月下旬，各师开始集合；5月初起开始向南移动，各团分别在宁安、五虎林、刁翎等地与敌军爆发战斗，最终二师成功在宝清与四军会合，后由与七军取得联系。1937年夏，三道通的满军一营欲绕路偷袭五军的密营，柴世荣先发制人，突袭了满军营地，俘虏全部满军，缴获诸多武器、物资，在训话后将俘虏及家属全部释放。1937年7月12日，通过第一师参谋长张振华，策动三道河子镇满森林警察大队武装暴动，还带动了依兰县满38团和勃利县满29团的暴动。

### 西征受挫
1937年9月29日，东北抗日联军第二路军成立，柴世荣任第五军军长，驻军刁翎，至1938年春均与陈翰章部在北牡丹江一带协同。1938年3月18日，日军在松花江两岸对联军进行全线“围剿”，导致五军受到巨大损失，16名指战员被包围在宝清密营，其中12名战死，后被称作“十二烈士”。1938年5月1日，周保中召集抗联第四军、第五军高级干部会议，制定了西征计划：西路以抗联第四军、第五军骑兵为主力，与第二军第二师、抗联八军吴团、救世军骑兵共300多骑兵，沿吉敦铁路前进，破坏交通，最终与南满的抗联第一路军会合；东路以第四军、第五军主力及二军五师为主，由柴世荣、宋一夫、关书范、侯国忠领导，越过中东铁路夺取罗子沟镇，部分部队建立后方基地，其余转进宁安南，恢复原游击根据地，进行游击活动。但柴世荣深知西进的冒险，所以并不是非常赞同。东路军因中东铁路道南敌情紧张，尚在刁翎，先行出征的五军二师和二军五师也受到阻击返回会合；于是6月29日，宋一夫、柴世荣、关书范、李延平、王光宇在第五军后方基地莲花泡召开会议，决定放弃南进，集中西征，由柴世荣担任各部指挥，共680人左右。7月1日，先遣部队出发；2日，攻下三道通集团部落，跨过老爷岭，于8日抵达苇河县楼山镇北四五十里处；12日占领楼山镇，俘虏百余人，获诸多武器、辎重；接着柴世荣率队返回刁翎根据地。随后西征部队于8月12日抵达五常县，但受到猛烈攻击，四军被全数击溃，五军二师由陶净非带领勉强抵达额穆、敦化，与第一路军取得联系，八女投江就发生在此时；而另一路宋一夫因对抗战悲观失望，携款叛逃；西征最终艰难结束。
1938年11月到1939年4月间，柴世荣所率领的抗联五军与东北抗联二路军总指挥部陷入包围，以刁翎根据地为中心作战了近半年的时间。他通过将部队化整为零，打“麻雀战”，率军先后同敌人进行大小战斗37次，破坏集团部落11处，击落飞机1架，击毁车辆10余辆，杀伤日军2300余人，杀死、俘虏满军700余人。关书范在西征受挫后消极作战，先是在苇河县徘徊，随后返回刁翎，宣扬“假投降”，并且私下与日军达成协定。柴世荣得到消息后，立刻向周保中通报；随后在1月6日的干部会议上，关书范被判处死刑，柴世荣先进行了自我批评，随后明确了“与日本帝国主义斗争到底”的决心；15日，关书范被枪决。吉东省委和第二路军总指挥部于1939年4月召开会议，令第五军柴世荣、第二军二师师长陈翰章，从宁安、敦化向西，恢复与南满的直接联络。夏初，柴世荣由依兰向南，也未能达成联络。4月2日，柴世荣按二路军指挥部，对乌斯浑河北岸的千余名日满士兵设下多地埋伏，致使日军死伤100多名。4月10日，周保中和柴世荣率第二路军总部及第五军军部在林口县葫芦崴子与日满军作战；15日决定率军突围，在马桥河北岭与周保中分手，与王克仁率五军共700余人在徐家屯渡河，兵分三路，向龙爪沟（龙爪镇一带）、林口、穆棱进发；18日，通过图佳线行至龙爪山一部被发觉，柴世荣命其沿林虎铁路佯攻密山平阳镇，20日抵达梨树镇后再转向南进，22日在穆棱站西越过中东铁路，23日于穆棱的泉眼河伏击追击的日满军，杀伤近400人，自身也受到巨大打击。随后五军向东偏脸子方向前进，最终突破包围圈。部队到达八达岭后稍事休整，遂与镜泊湖一带的抗联第一路军、第二军取得联系，在宁安、穆棱周边活动。接着又与散逃至舒兰、蛟河的四、五军西征部队残部取得联系，协同组织游击。

### 尸骨未还

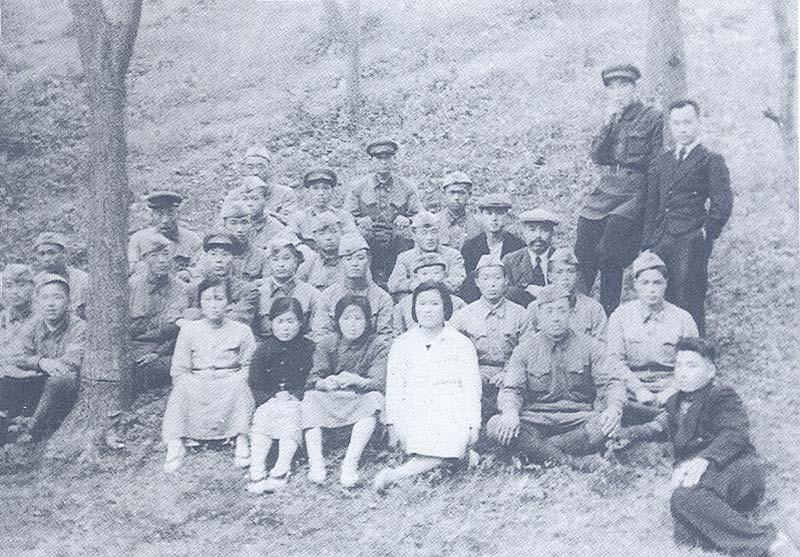
在南野营整训的部分东北抗日联军指战员

1938年秋，柴世荣在穆棱北部悬羊砬子活动时遭到包围，被迫越境退入苏联。1939年12月18日，吉东省委指示道南特委由季青和陈翰章共同负责，组织恢复共产党在道南的领导工作。1940年9月初，柴世荣前往东宁县与季青会合，并检讨了自己的错误行动；随后中共道南特委成立，柴世荣、侯国忠亦因工作需要参加道南特委的会议及工作，但只有发言权。10月中旬，柴世荣受命向依兰、方正一带进发，吸引敌军注意力，于是率军进入林口，但在东部的红石砬子中当地甲长特务的计谋，向悬羊砬子撤退，并与季青部相遇；为解决补给问题，袭击了东安东部的杨木桥子木营；后于东宁县大寒葱河遭到袭击，激战7小时，由于占据优势地形而损失不大。

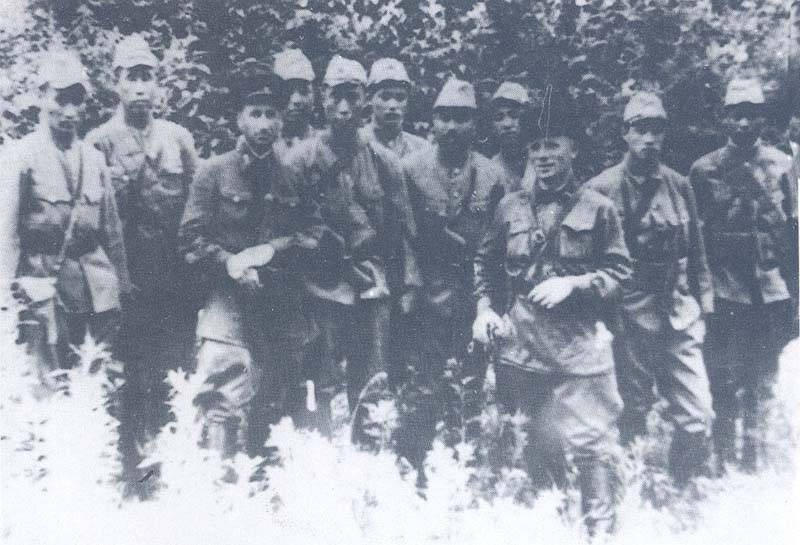
1942年7月柴世荣率队返回东北，与送行苏军合影

1940年11月至1941年12月间，抗联各部损失严重，整体退入苏联境内修整。1940年10月，柴世荣与季青前往哈巴罗夫斯克参加抗联领导干部会议，期间他坚决支持周保中，反对取消东北党组织和抗联，但会议最终无果而终，后集结在“南野营”（海参崴与双城子之间一个称作蛤蟆塘的地方）。此间柴世荣与金正日两家都在南野营的圆形木屋中，仅一墙之隔，两家有着深厚的友谊。1941年春，中共道南特委改组为道南特委三人团，由季青、金日成、柴世荣组成。1941年4月柴世荣任抗联第五支队支队长兼哈绥道南游击司令。4月13日，《苏日中立条约》签订后，苏联以此为由阻止抗联返回东北。1942年春，柴世荣与季青各率抗日联军一部，在宁安、穆棱及牡丹江一带活动。1942年8月1日，东北抗日联军在苏联正式组成东北抗日联军教导旅，柴世荣被任命为第四步兵营营长，并授予大尉军衔。1942年9月13日，东北党委员会（最初称中共东北党组织特别支部局）正式成立，柴世荣任委员。1942年11月，柴世荣与季青率小分队返回“北野营”（哈巴罗夫斯克东北的费雅斯克村附近）教导旅训练基地。1943年春，柴世荣率一部返回东北战场，在穆棱、林口等地活动。
对于柴世荣的死因和时间，有多种说法，如下：
- 1943年初秋，苏联内务部怀疑柴世荣的一位亲戚为日本间谍，两次找他谈话，但第二次后柴世荣便杳无音讯。[11][6][37][31]
- 1944年，由于东北抗日联军内部矛盾和苏联的肃反运动，柴世荣被内务部错误拘捕，死于苏联的劳改营黑河农庄。[1][14][13]
- 1943年或1944年在战死于东北抗日战场。[12][1]
- 1944年秋在北野营执行任务时死亡。[23][10]

2008年，柴世荣的第二任妻子胡真一向俄罗斯国家杜马主席鲍里斯·格雷兹洛夫写信，请求他帮助寻找柴世荣的遗骨，但只得到如此答复：“当年苏联在肃反期间错杀了上百万人，上自元帅，下至士兵、百姓，他们在被枪杀时没有固定的地点和埋葬的坟墓，所以根本找不到柴世荣的遗骨。”
胡真一的一位朋友曾经从苏联营地带回一罐黄土。2008年胡真一去世后，这罐黄土和胡真一的骨灰一同葬在重庆市龙山公墓。

## 思想与评价
柴世荣毫不动摇地坚持反抗日军占领。在救国军陷入摇摆时，他奋力说服吴义成；后军内再次分化，柴世荣直接加入了坚持抗战的反日同盟军。得知关书范有意投降，秘密与日军交涉时，立刻告知周保中，并明确了“与日本帝国主义斗争到底”的决心。抗联因受损退入苏联时，柴世荣依然支持周保中的抗战策略。但他对同属中国人的满军则采取拉拢、瓦解的政策，认为如此不仅可以削弱敌人的实力，还可以增强抗日的力量；同时采取“人不犯我，我不犯人，人若犯我，我必犯人”的想法。例如在青沟子一战中对满军进行政治攻势，多次俘虏满军教导后释放，策动三道河子镇满森林警察大队暴乱以及密营反偷袭战等。柴世荣对子女要求十分严格，经常教育孩子们“抗战到底”的思想，并且帮助他们练习骑马、射击。
柴世荣对战士体贴入微，且身先士卒，与战士同吃、同住、同战斗，曾七次负伤；在军中有“柴妈妈”的绰号。他作战能力强，曾被称为“常胜将军”；周保中也评价柴世荣，“论打游击战，数着柴世荣。”其战友王一知、朱光、王效明、季青、韩光等人于1982年7月8日，在《人民日报》联名撰文，评价柴世荣为“无畏的民族英雄，我党的忠诚战士”。

## 纪念
- 1953年3月6日，中央人民政府主席毛泽东为柴世荣的家属签发了“革命牺牲军人家属光荣纪念证”[10]，是抗联史上唯一由毛泽东亲笔签发烈士证的抗联烈士[13]。
- 2015年8月24日，中华人民共和国民政部于公布第二批600名著名抗日英烈和英雄群体名录，其中包括柴世荣。[13]
- 2015年，长篇纪实文学《发现柴世荣》获“山东省纪念中国人民抗日战争暨世界反法西斯战争胜利70周年征文活动奖”[39]，同年由齐鲁电子音像出版社出版[40]。
- 胶州市烈士陵园纪念馆后的墓区内有柴世荣墓。[41]
- 柴世荣将军纪念广场位于和龙市头道镇镇政府前的延安村[42][43]，上有铜像建于2017年[43]，高13米，象征着柴世荣“13年气壮山河的抗日征程”。[44]
- 2019年，在和龙抗日英烈红军小学新建了“柴世荣将军展览室”和柴世荣将军铜像。[45]
- 拟拍摄以周保中、柴世荣为主线的60集连续剧《冰火》。[46]

## 故居
柴世荣故居位于和龙市头道镇龙海村，为五间土坯房，2018年时仍有村民在其中居住，吉林省和龙市老促会呼吁收回保护。随后和龙市委及市政府决定将故居前面房屋及院落整体购买回收，并筹建“柴世荣将军纪念馆”。

## 家庭
柴世荣有一弟：
- 二弟柴兆腾，死于抗日战场，被砍下头颅在城门示众。[10][13]

有两任妻子：
- 第一任妻子柳素清，出生于1890年，汪清罗子沟人。1936年前往莫斯科东方大学分校食堂工作。1940年回国后前往延安杨家岭的服务社工作；在延安的大生产运动中，被评为劳动模范，任弼时、李富春等领导人称其为“革命的老妈妈”。1945年后，随林枫率领的干部大队赴大连，1949年又南下武汉。1958年8月柳素清在武汉逝世，终年68岁，武汉市人民政府在《长江日报》上为期发表讣告。[7][13]育有子女三人，均先后加入中国共产党：[12][10]
  - 长子柴京悟[註 3][48]，又名柴国栋，16岁参加抗联，参与过攻打蛟河县和宁安县县城的战斗[8]，1936年被送往苏联学习军事，1938年回国后赴延安。参加八路军，任晋察冀边区某独立营营长[註 4]，后于1942年[註 5]战死在晋察冀战场。[8][13][12][15]
    - 儿媳任素，在延安情报部门工作，被日本特务暗杀。[13]
    - 孙女柴娥丽，1938年10月5日出生于苏联，曾在伊万诺沃国际儿童院学习生活。[49][48]

  - 长女张英，原名柴金英，1934年12月加入中国共产主义青年团，1938年8月加入中国共产党。随父亲抗日时照顾伤员、传递情报。1936年至1938年底，前去苏联学习。1939年1月到1945年10月期间，在延安杨家岭、延安女子大学等地工作学习。1983年11月，在广东省电子工业局离休；2010年去世。[50][13]
  - 小女柳茵[註 6]，原名柴玉英[1]，为抗联女兵，1946年被国民党特务暗杀[13]，亦有说法于1946年病逝[1]。
- 第二任妻子胡真一，于1938年5月[註 7]与柴世荣结婚[33]，育有两子。[11]
  - 长子柴国华，1943年时4岁左右[11]，教导旅战士，出生在苏联境内[51]，有妻蔡乾萍。[52][14]
  - 次子王辽宁，出生于1943年，6岁时去往重庆，现为重庆铁路局的一名退休干部，曾随母亲胡真一多次前往朝鲜民主主义人民共和国，接受金日成、金正日的接待，至少在2015年仍在世；育有两子。[14][34][33]

亦有外孙女张桂芬、曾孙柴龙。
部分文献称柴世荣因丧妻才后与胡真一结为夫妇，但仍有诸多文献表示柳素清为柴世荣第一任妻子，且并未在当年亡故。